# Pitture nere

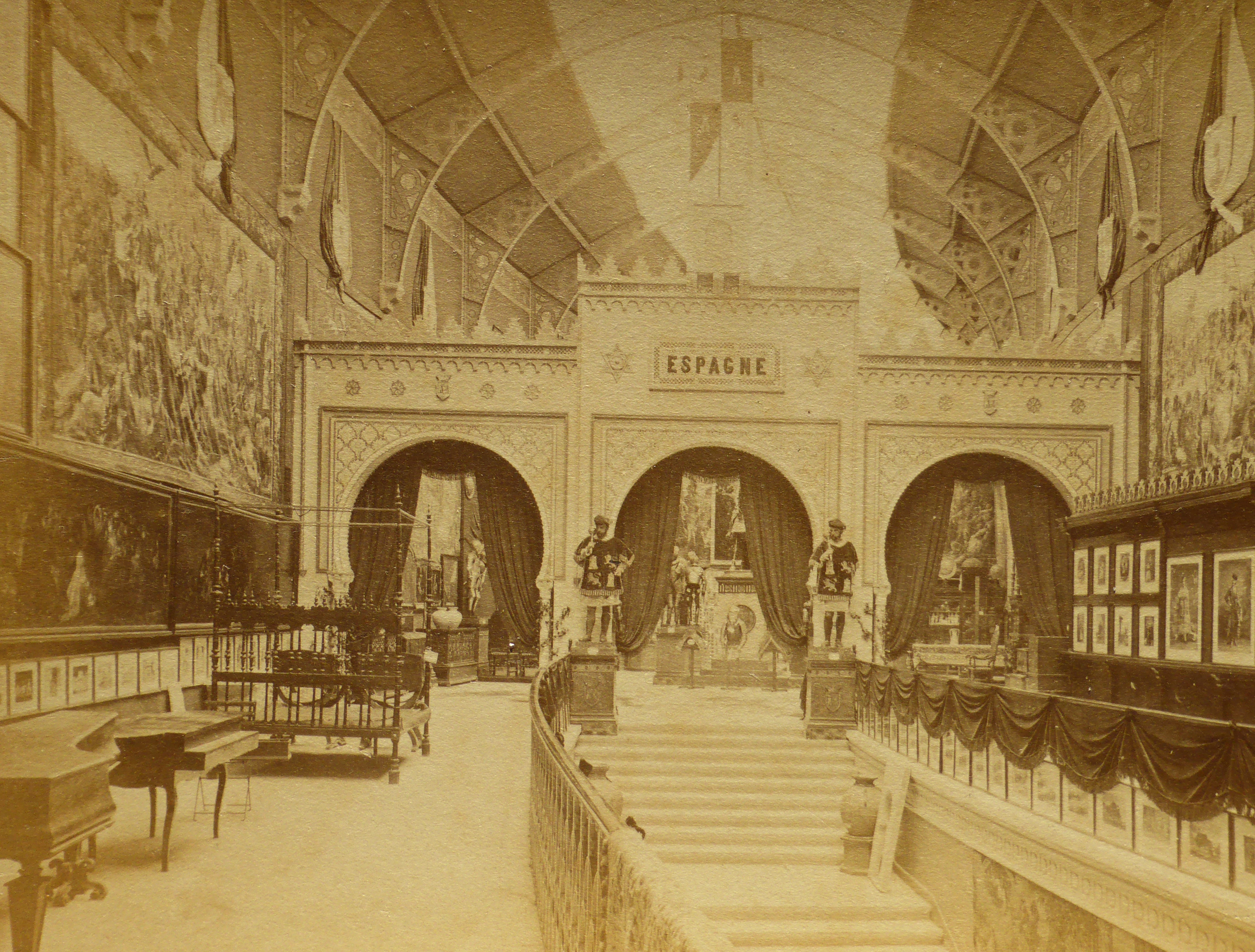
Esposizione Universale di Parigi del 1878. Sulla sinistra: Il sabba delle streghe.

Schema ipotetico della collocazione originaria delle pitture nere sulle pareti della Quinta del Sordo.

Pitture nere (1819-1823) è il nome dato a una serie di quattordici opere murali di Francisco Goya, dipinte con la tecnica dell'olio su muro su pareti ricoperte di gesso. Sono state create come decorazione delle pareti della Quinta del Sordo, una casa da lui acquistata a Madrid nel febbraio del 1819. Questi murali sono stati trasferiti su tela nel 1874, e attualmente sono conservati nel Museo del Prado di Madrid.

## Storia
L'insieme di dipinti, ai quali Goya non diede titolo, fu catalogato nel 1828 da Antonio de Brugada, amico di Goya, che li denominò come segue: Atropo, Due uomini anziani, Due vecchi che mangiano, Duello rusticano, Il sabba delle streghe, La lettura, Giuditta e Oloferne, Il pellegrinaggio a San Isidro, Due donne e un uomo, Pellegrinaggio alla fontana di San Isidro, Cane interrato nella rena, Saturno che divora i suoi figli, La Leocadia, Visione fantastica.
Nel 1823 la casa con i dipinti passò ad essere di proprietà di Mariano Goya, suo nipote, che ebbe il compito di preservarla da possibili ritorsioni dopo il ripristino della monarchia assoluta e la repressione dei liberali condotte da Ferdinando VII di Spagna. L'esistenza delle Pitture nere rimase scarsamente conosciuta per circa 50 anni, fin quando, nel 1874, il banchiere franco-tedesco Émile Baron d'Erlanger, nuovo possessore della Quinta, ne ordinò il trasferimento su tela col fine di esporle all'Esposizione universale di Parigi del 1878. Nel 1881 fu lo stesso banchiere a donarle al Museo del Prado, dove sono attualmente esposte.

## Galleria d'immagini

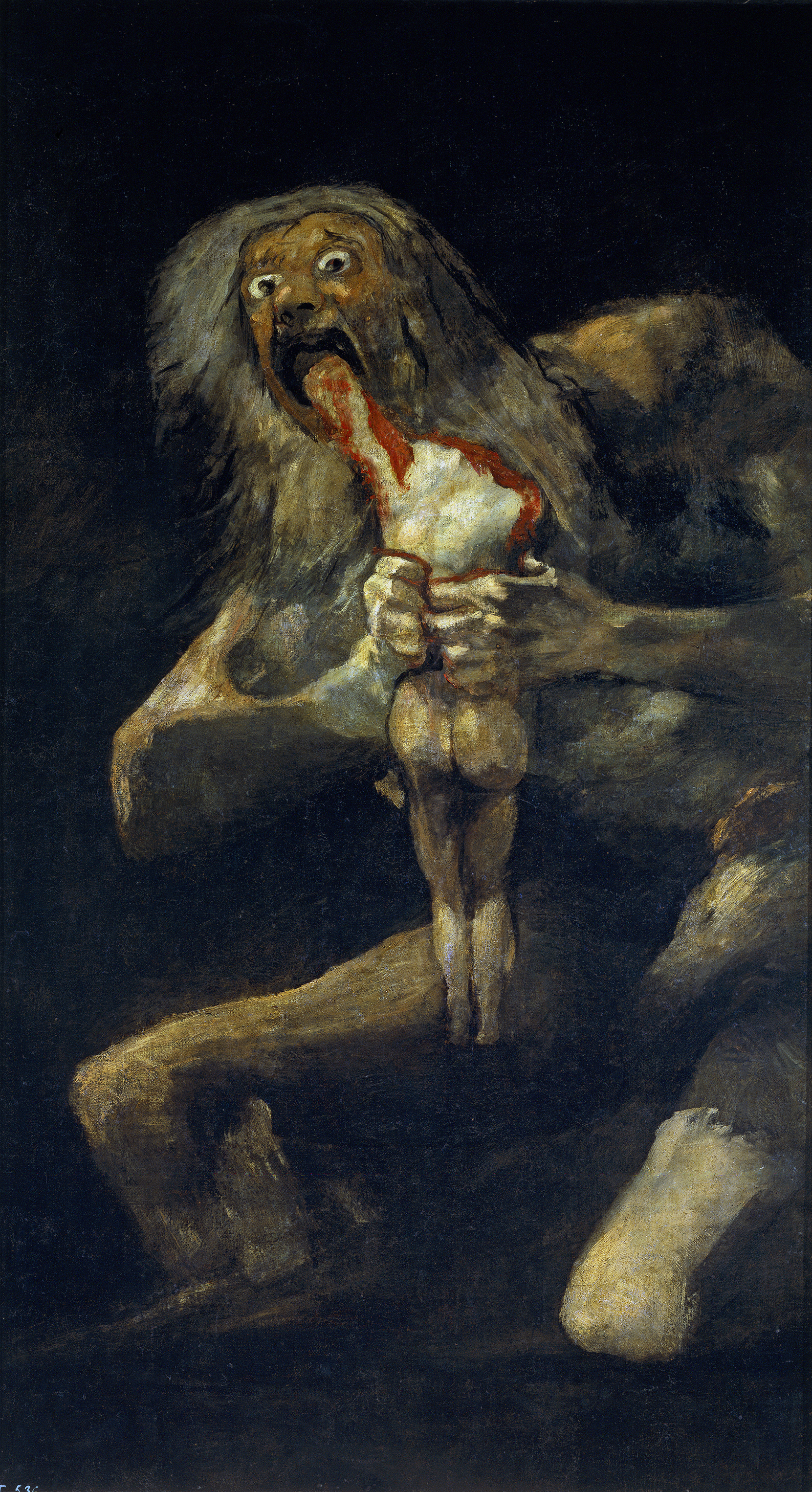
Saturno che divora i suoi figli, 1819–1823
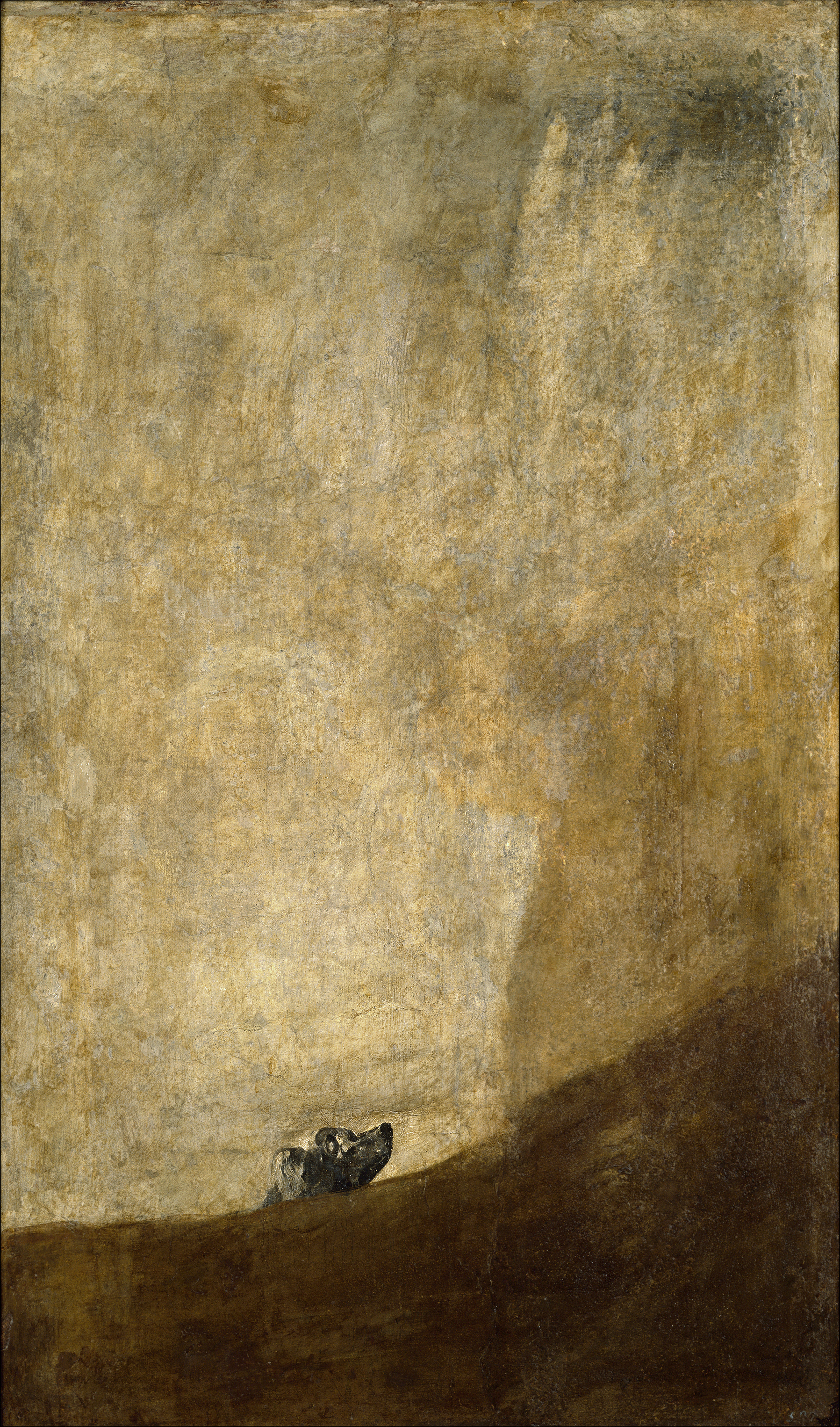
Cane interrato nella rena, 1819–1823
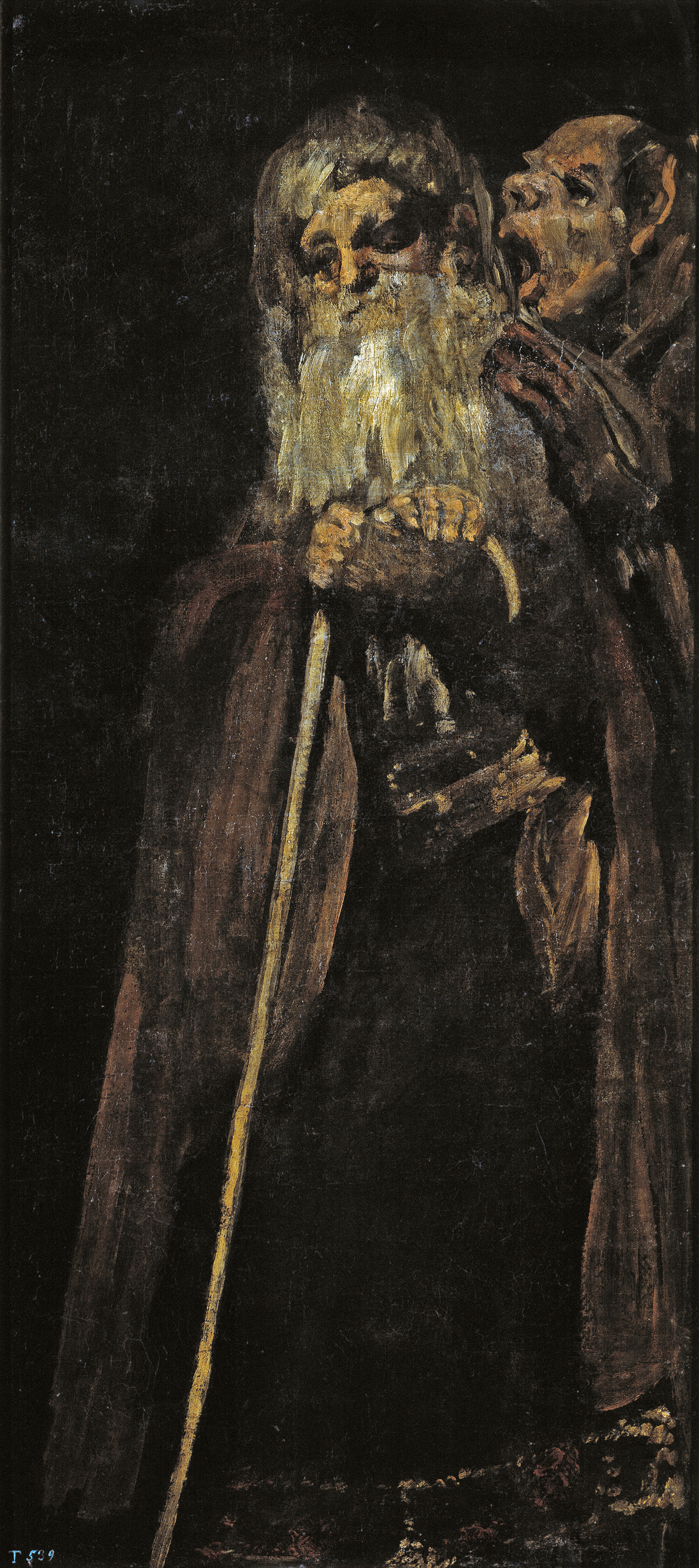
Due uomini anziani, 1819–1823
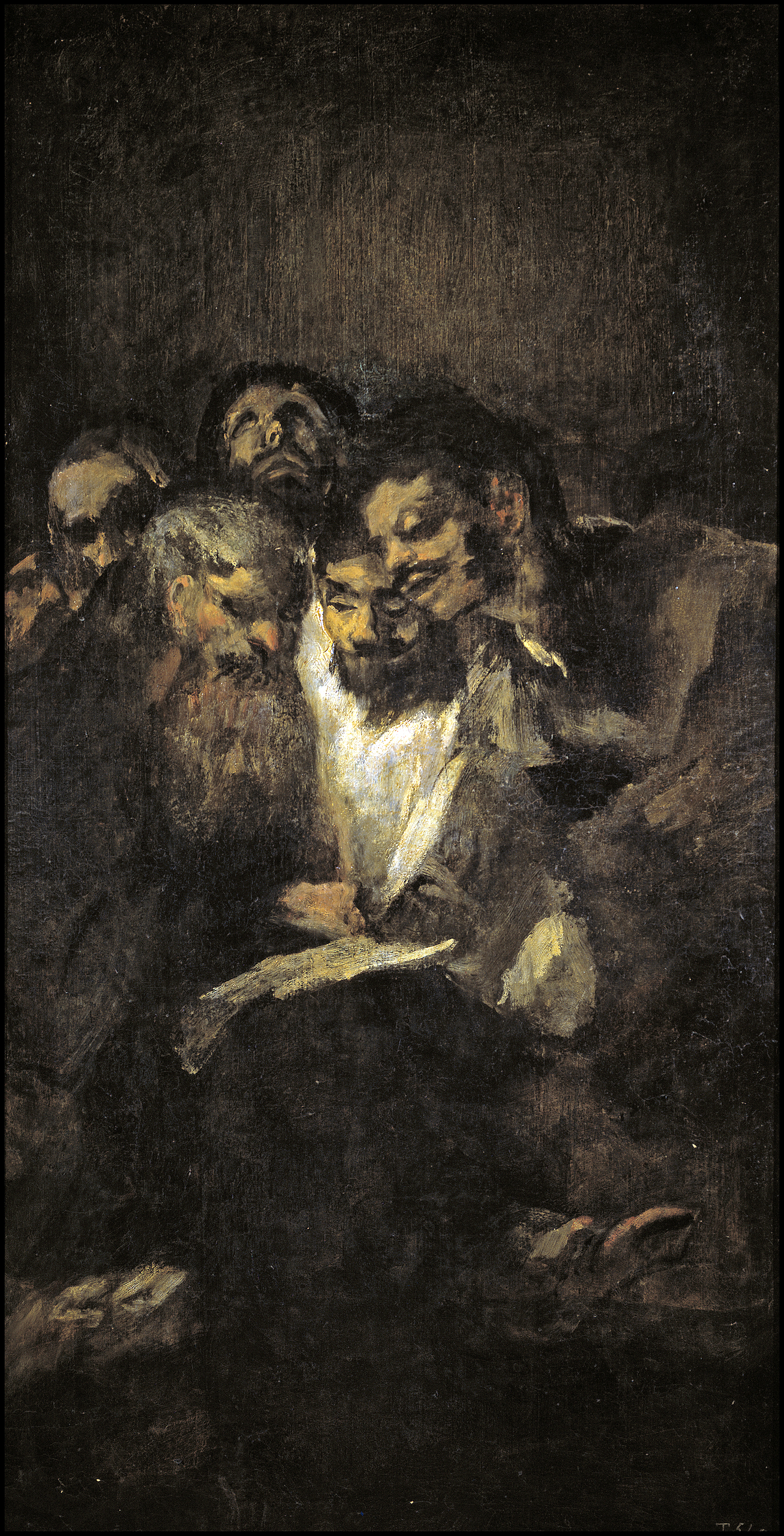
La lettura, 1819–1823
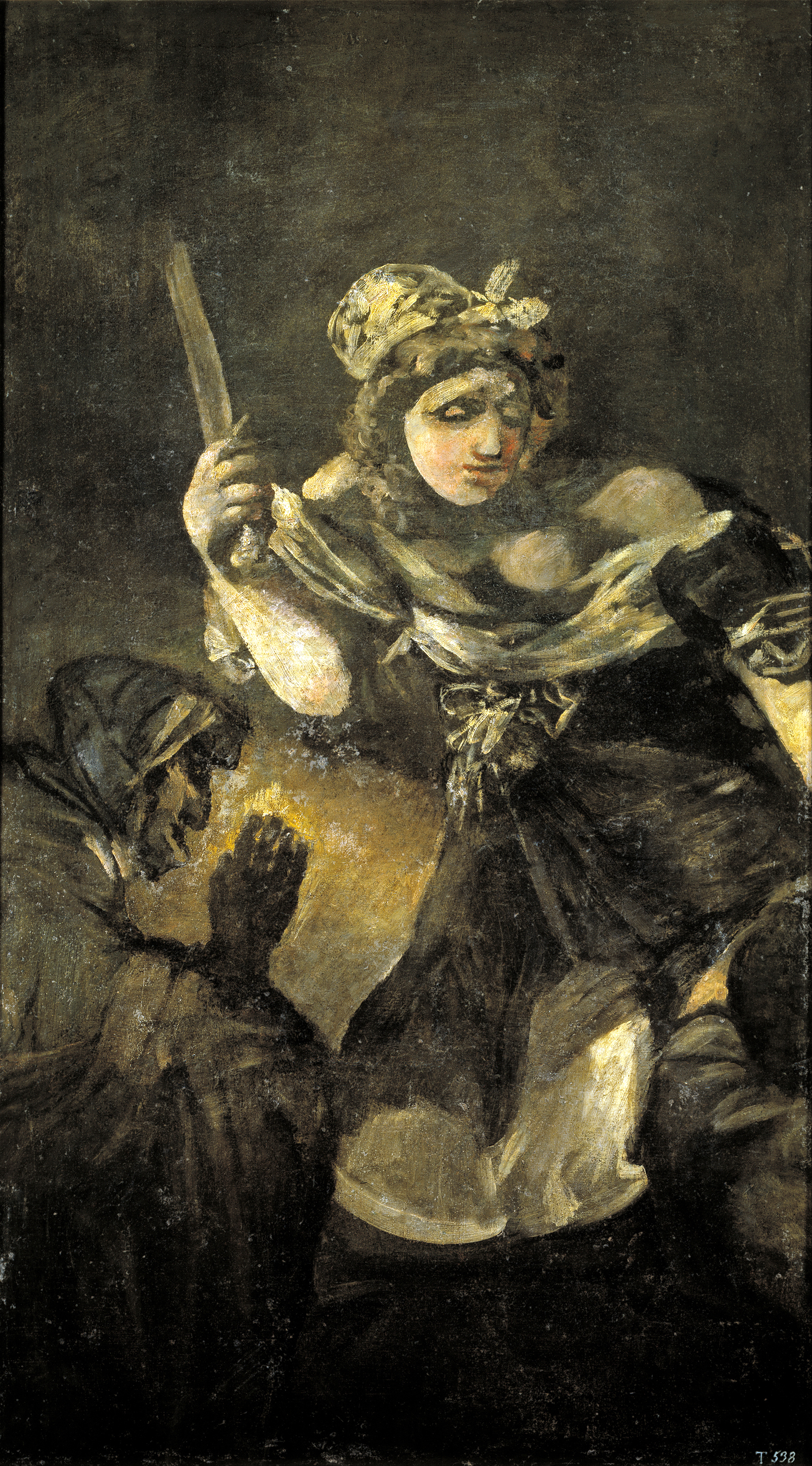
Giuditta e Oloferne, 1819–1823
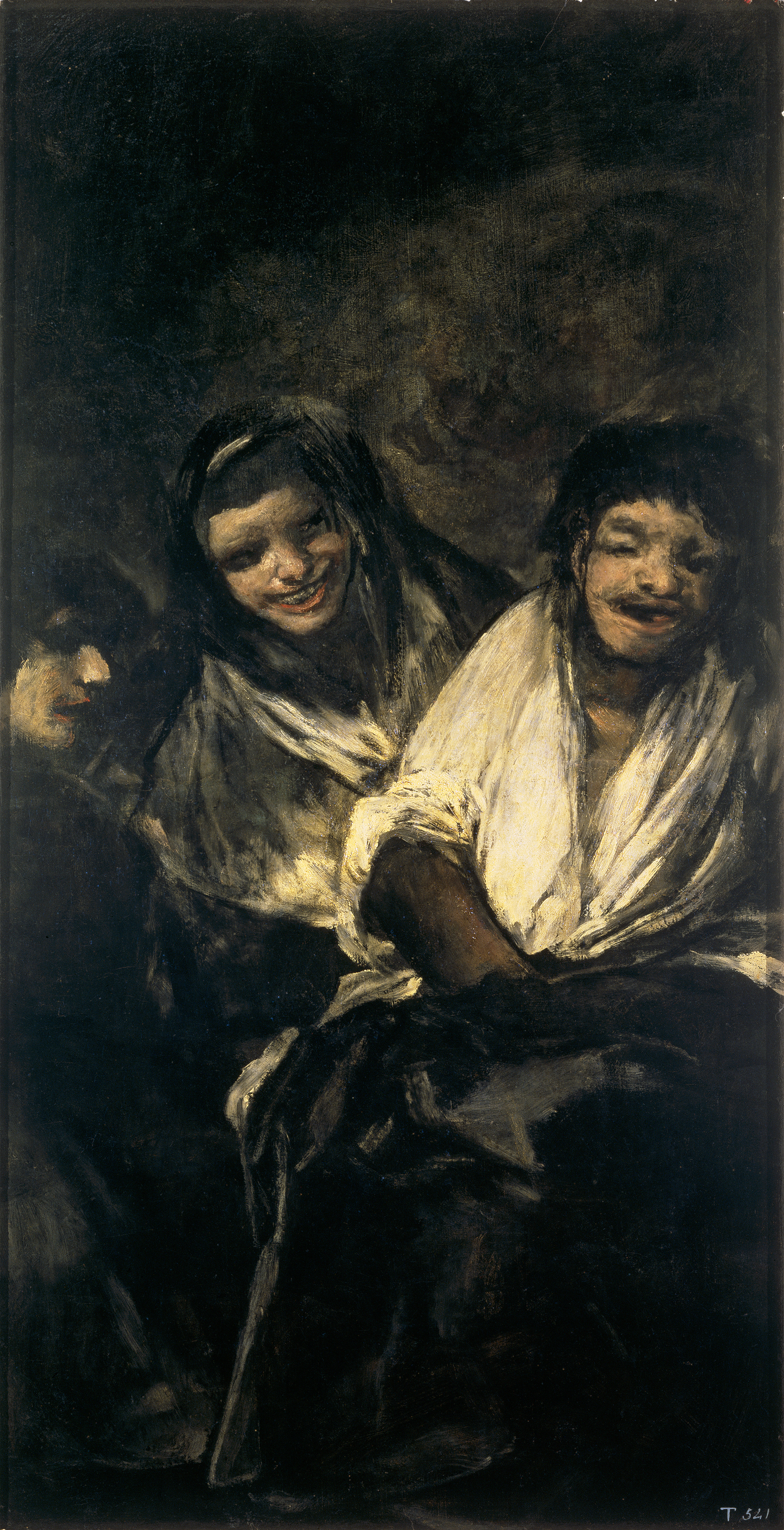
Due donne e un uomo, 1819–1823
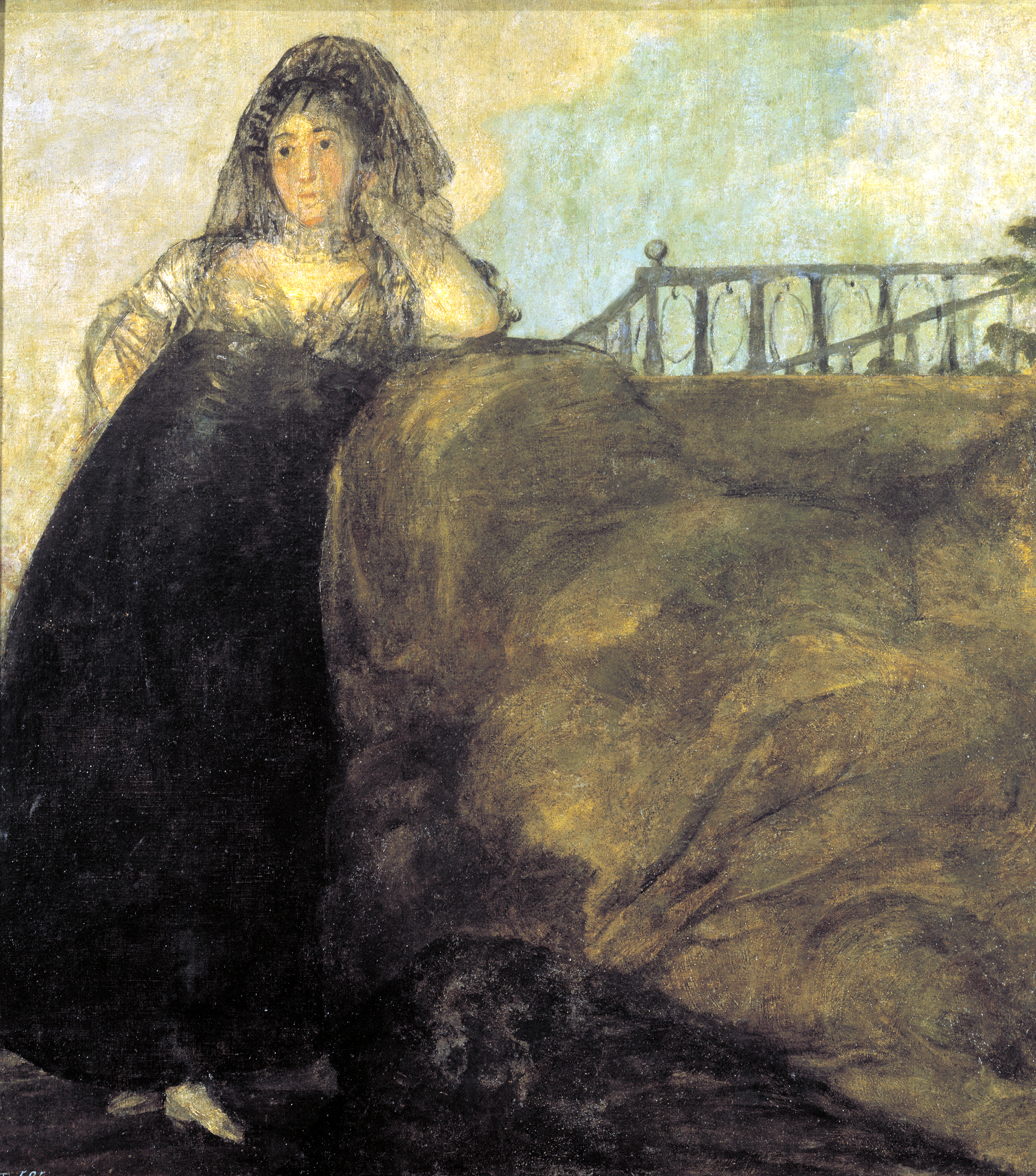
La Leocadia, 1819–1823

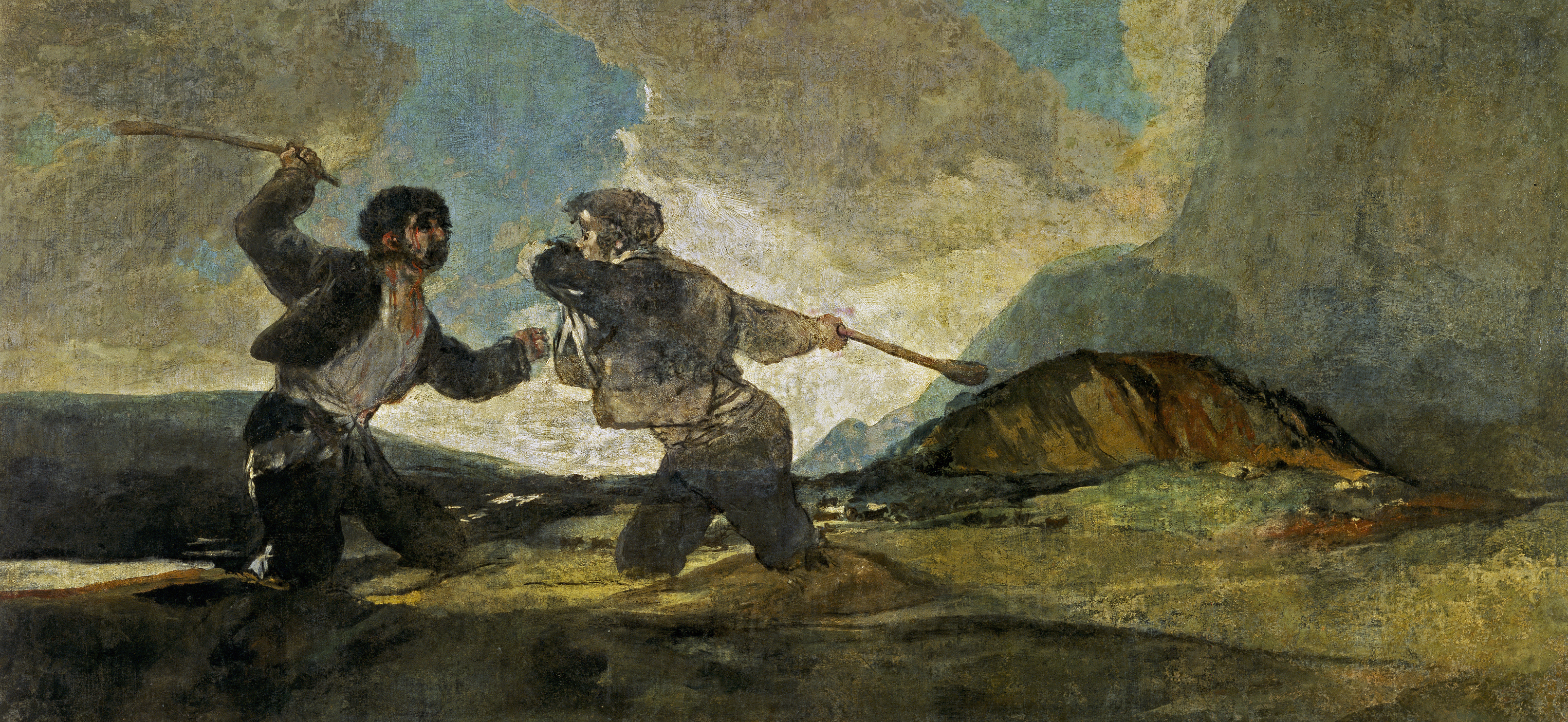
Duello rusticano, 1819–1823
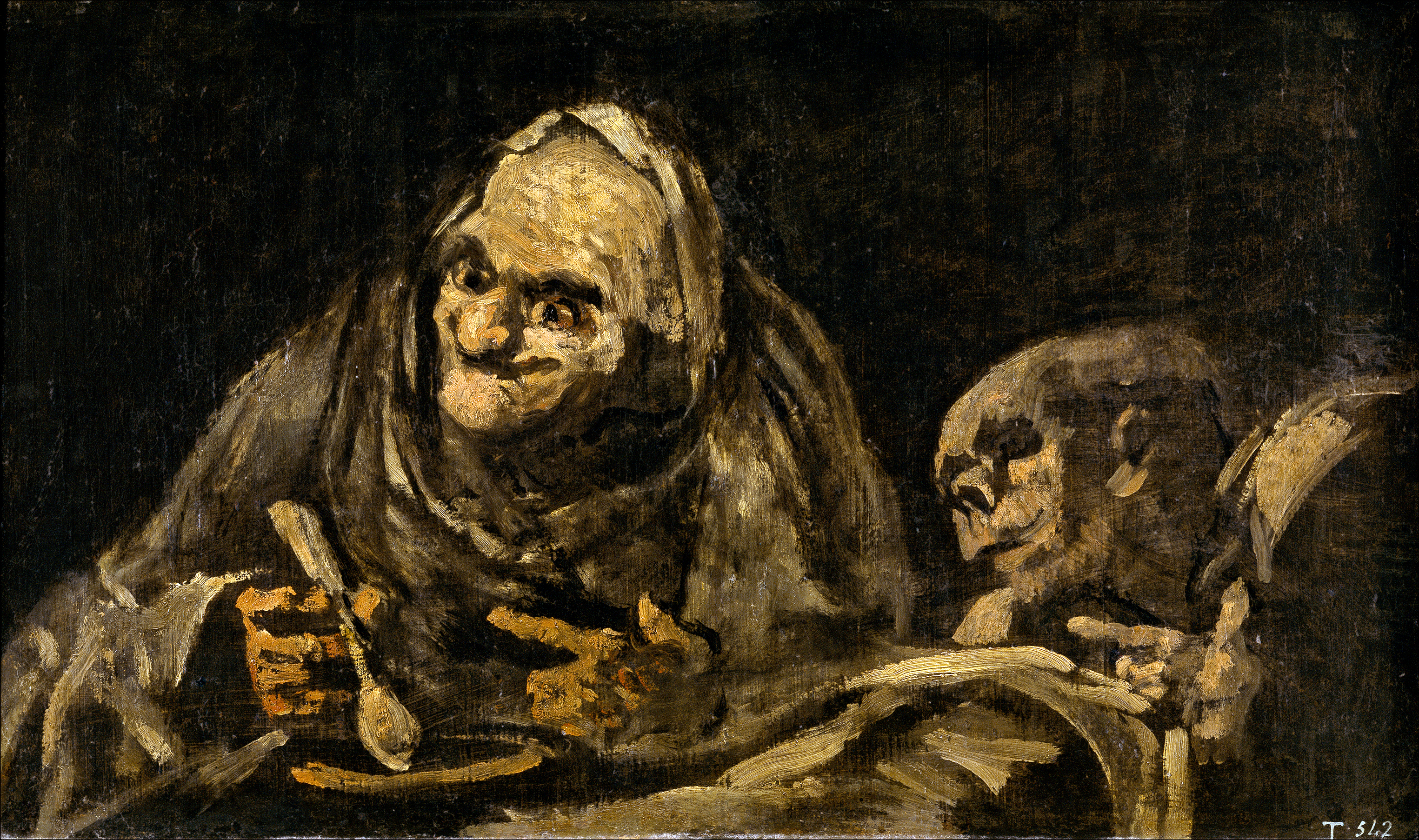
Due vecchi che mangiano, 1819–1823
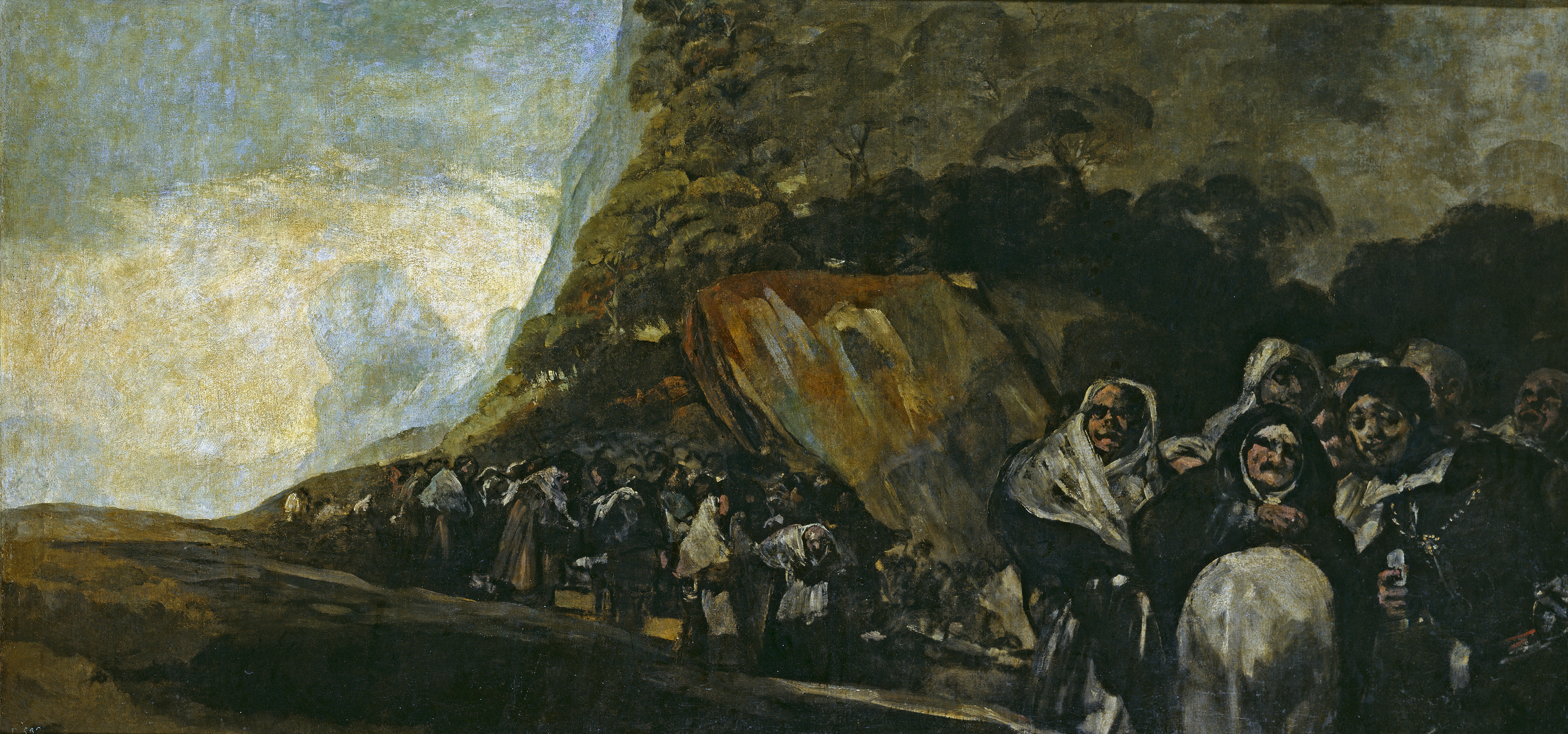
Pellegrinaggio alla fontana di San Isidro, 1819–1823
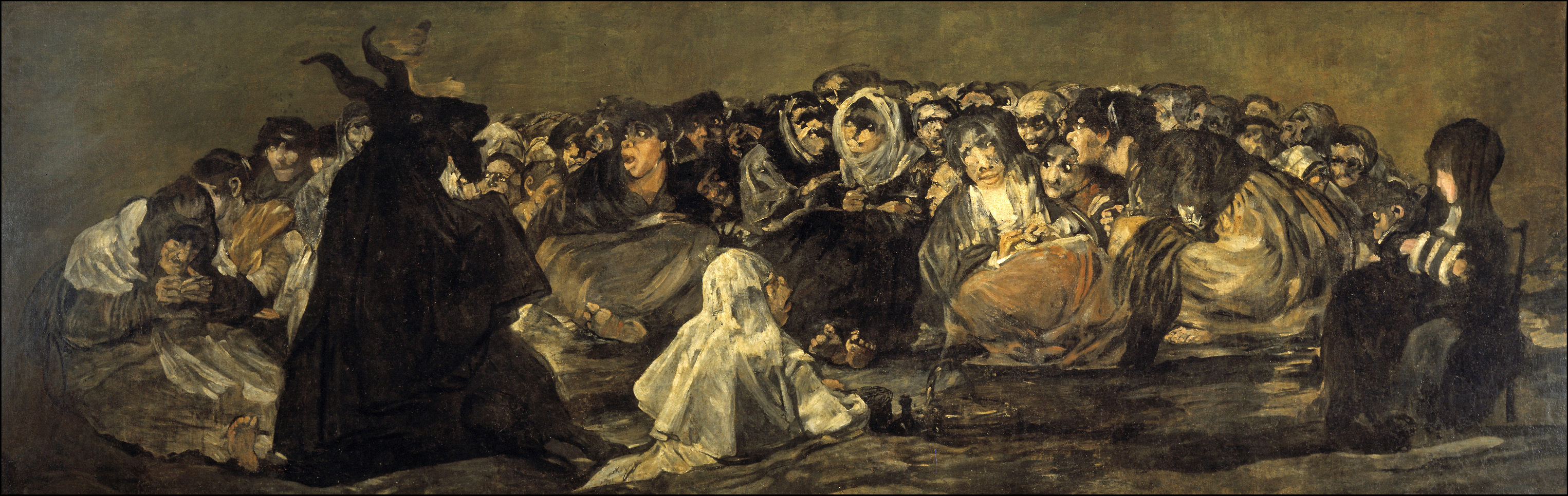
Il sabba delle streghe, 1819–1823
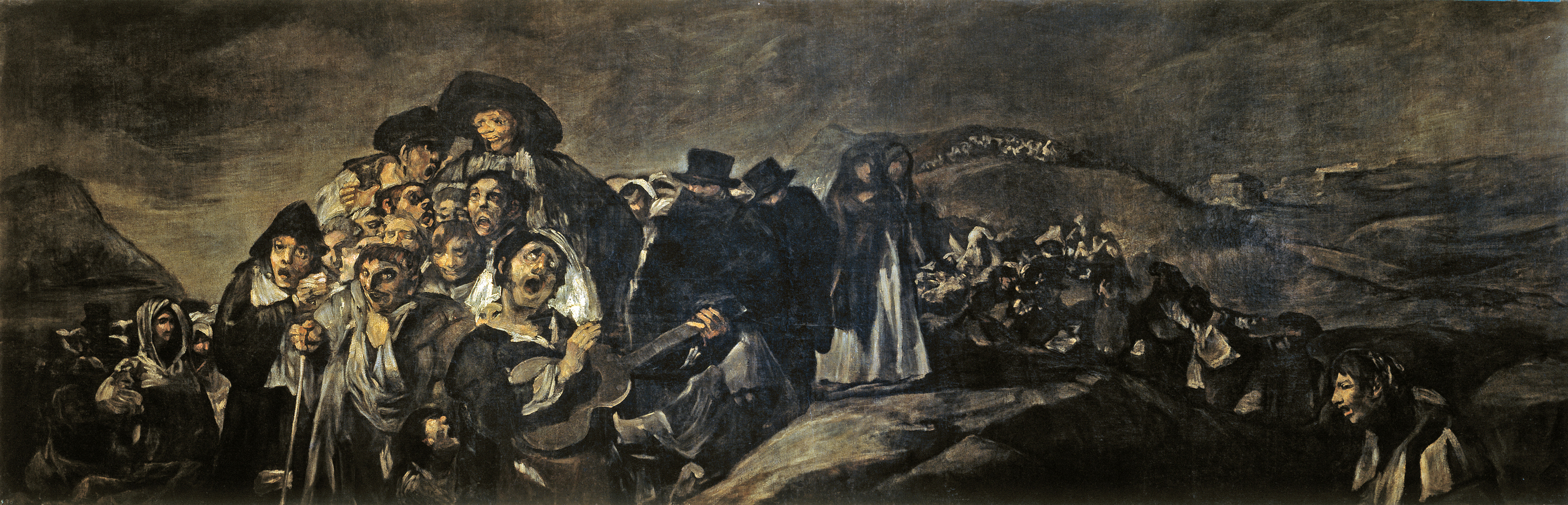
Il pellegrinaggio a San Isidro, 1819–1823
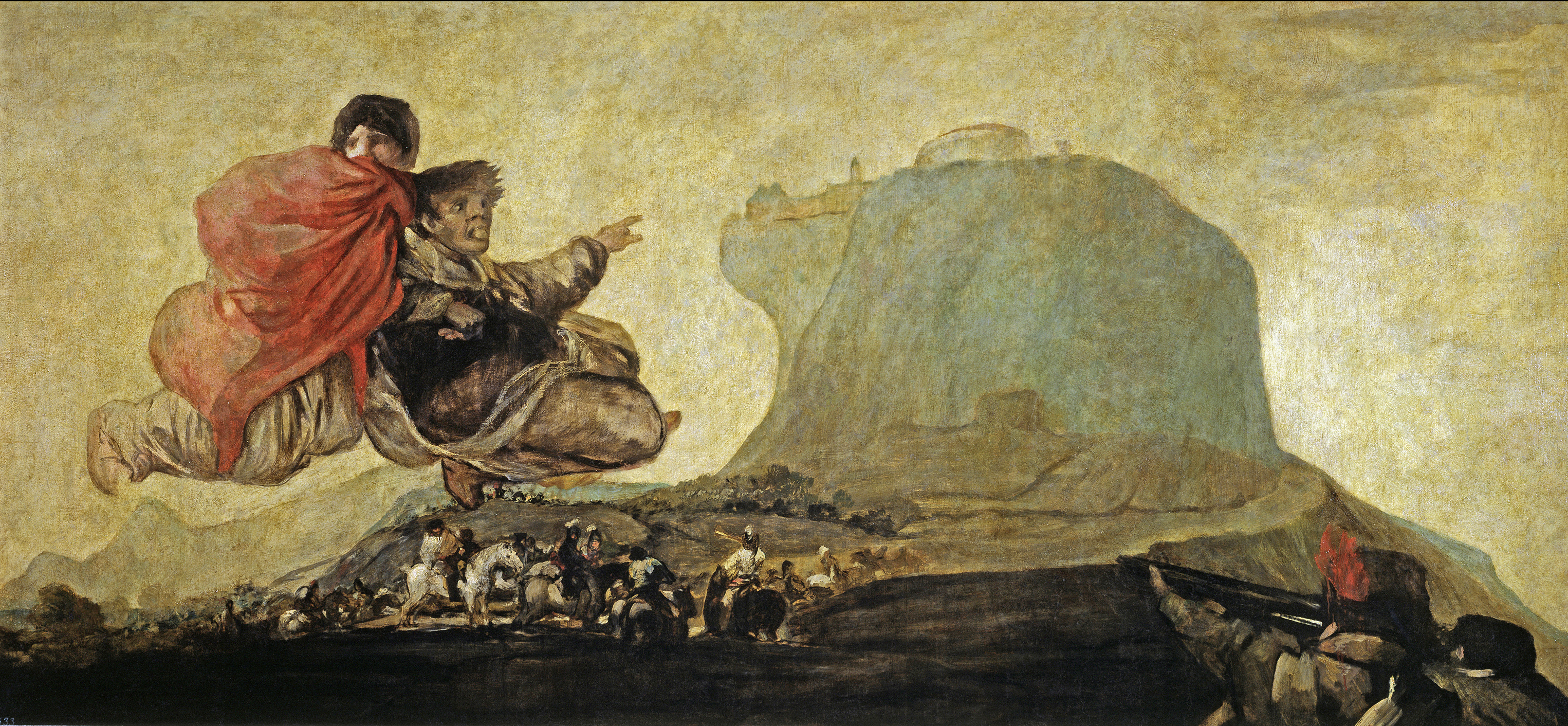
Visione fantastica, 1819–1823
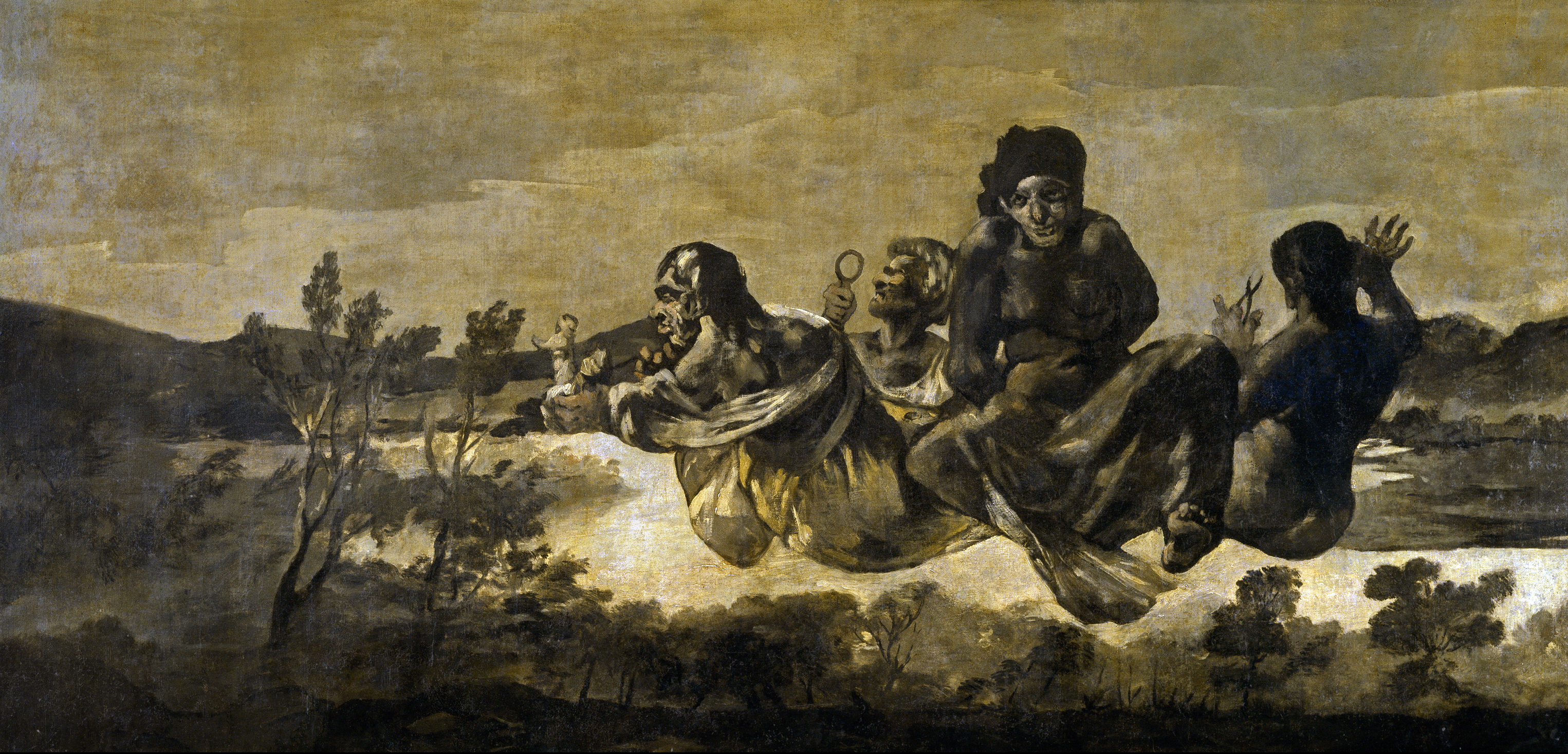
Atropo, 1819–1823